# Chiesa dei Santi Gervaso e Protaso (Calestano)
La chiesa dei Santi Gervaso e Protaso è un luogo di culto cattolico dalle forme neoclassiche, situato nel piccolo centro di Ramiano, frazione di Calestano, in provincia e diocesi di Parma; è sede di una parrocchia compresa nella zona pastorale della Montagna.

## Storia
Il luogo di culto originario fu costruito in epoca medievale; la più antica testimonianza della sua esistenza risale al 1230, quando la cappella fu citata nel Capitulum seu Rotulus Decimarum della diocesi di Parma tra le dipendenze della pieve di Castrignano.
Nel 1494 fu menzionata per la prima volta l'intitolazione del tempio ai santi Gervaso e Protaso.
Nel corso del XVIII secolo la chiesa, ormai inadeguata alle nuove esigenze liturgiche, fu profondamente modificata in forme neoclassiche.
Nel 1900 il luogo di culto fu sottoposto a interventi di ristrutturazione, con la realizzazione delle volte di copertura e della cappella destra di fronte a quella già esistente.
Nel 1962 gli interni furono risistemati col rifacimento della pavimentazione.
Tra il 1980 e il 2000 la chiesa fu interessata da lavori di restauro, che riguardarono gli intonaci interni ed esterni.

## Descrizione

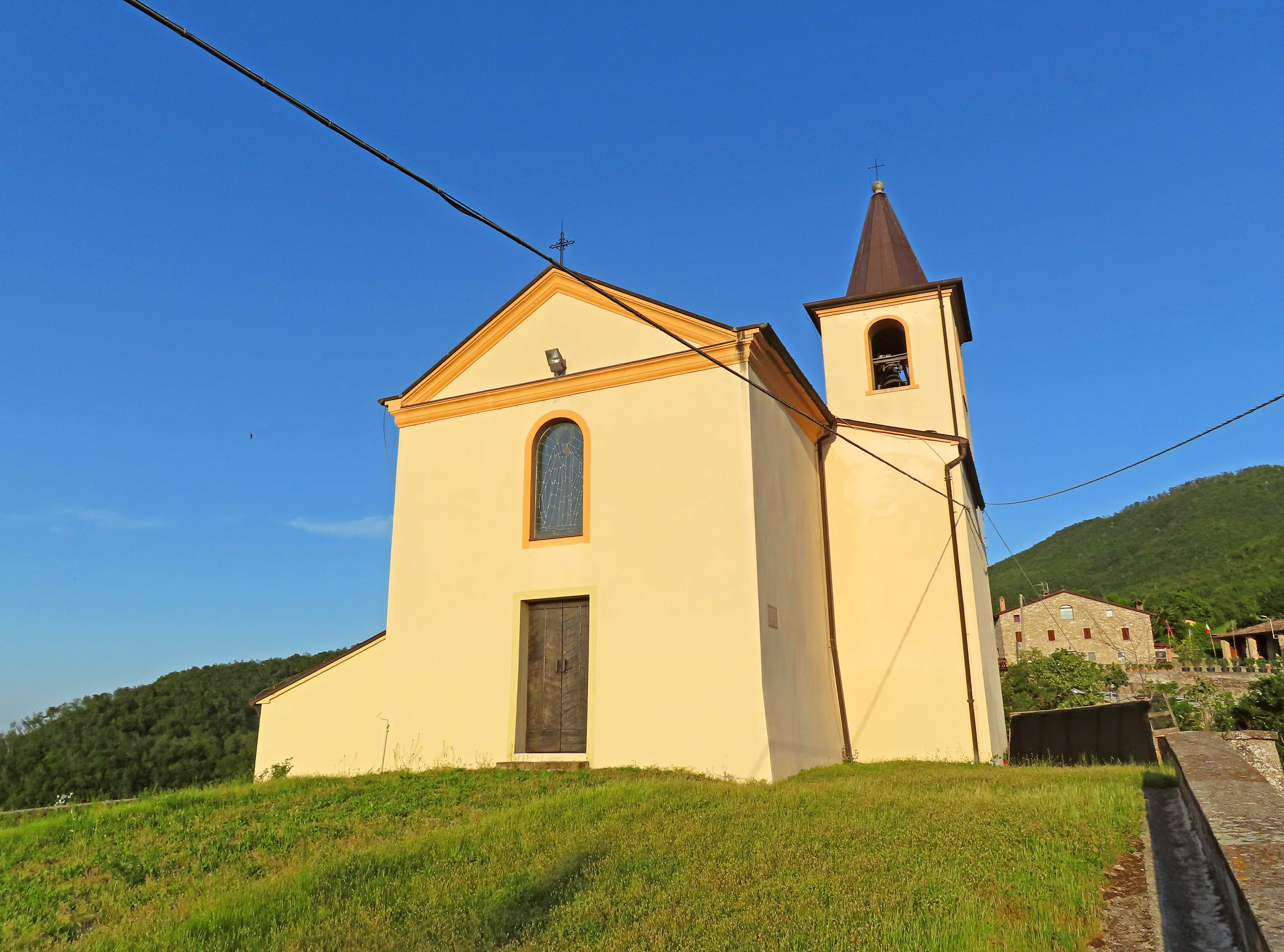
Facciata e lato sud

La chiesa si sviluppa su un impianto a navata unica affiancata da una cappella per lato, con ingresso a ovest e presbiterio a est.
La simmetrica facciata a capanna, interamente intonacata come il resto dell'edificio, è caratterizzata dalla presenza dell'ampio portale d'ingresso centrale, delimitato da una sottile cornice dipinta; più in alto si apre un alto finestrone ad arco a tutto sesto, chiuso da una vetrata policroma; a coronamento si staglia un frontone triangolare con cornice modanata in aggetto.
Dagli spogli fianchi aggettano i volumi delle cappelle; al termine del lato destro si eleva il campanile, con cella campanaria affacciata sulle quattro fronti attraverso ampie monofore ad arco a tutto sesto delimitate da cornici in rilievo; in sommità si erge, oltre il cornicione in aggetto, un'aguzza guglia in rame a base ottagonale.
All'interno la navata, coperta da una volta a botte lunettata, è affiancata da una serie di lesene coronate da capitelli dorici; le cappelle, chiuse superiormente da volte a botte, si affacciano sull'aula attraverso ampie arcate a tutto sesto.
Il presbiterio, lievemente sopraelevato, è preceduto dall'arco trionfale a tutto sesto; l'ambiente, coperto da una volta a vela affrescata, accoglie l'altare maggiore marmoreo a mensa, aggiunto tra il 1970 e il 1980; sul fondo si staglia, all'interno di una cornice seicentesca barocca in legno intagliato e dorato, la pala coeva.
La chiesa conserva una croce astile argentea, risalente al XVII secolo.